# Ponte de Mosteirô
A Ponte de Mosteirô é uma ponte que a une as margens de Baião e Oliveira do Douro (Cinfães) sobre o rio Douro, em Portugal, a sua construção começou em 1968, e a inauguração foi em 1972, está localizada no local da antiga ponte de Mosteirô tendo sido mesmo aproveitados 2 dos 3 pilares da antiga ponte, a ponte foi projetada pelo engenheiro Edgar Cardoso.

## História
A  obra  foi  construída  em  1972,  em  substituição  de  uma ponte  metálica  existente,  no  mesmo  local,  devido  à  albufeira que iria ser criada, com a construção da nova barragem do Carrapatelo. Esta foi mais uma das obras do Engenheiro Edgar Cardoso no Vale do Douro. 

## Características
É uma Ponte rodoviária sobre o Rio Douro, em superestrutura contínua de betão armado pré-esforçado, de rótula aberta, losangular, tendo um vão central de 110m e dois vãos laterais de 42m cada, o tabuleiro é constituído por uma viga caixão treliçada.

## Ligações Externas
- https://teixeiraduarteconstrucao.com/projetos/ponte-de-mosteiro-reforco-estrutural/
- https://monumentosdesaparecidos.blogspot.com/2010/07/ponte-de-mosteiro.html?m=1
- Jornal de Notícias - Ponte de Mosteirô recuperada